# 福島県道275号明内田中線

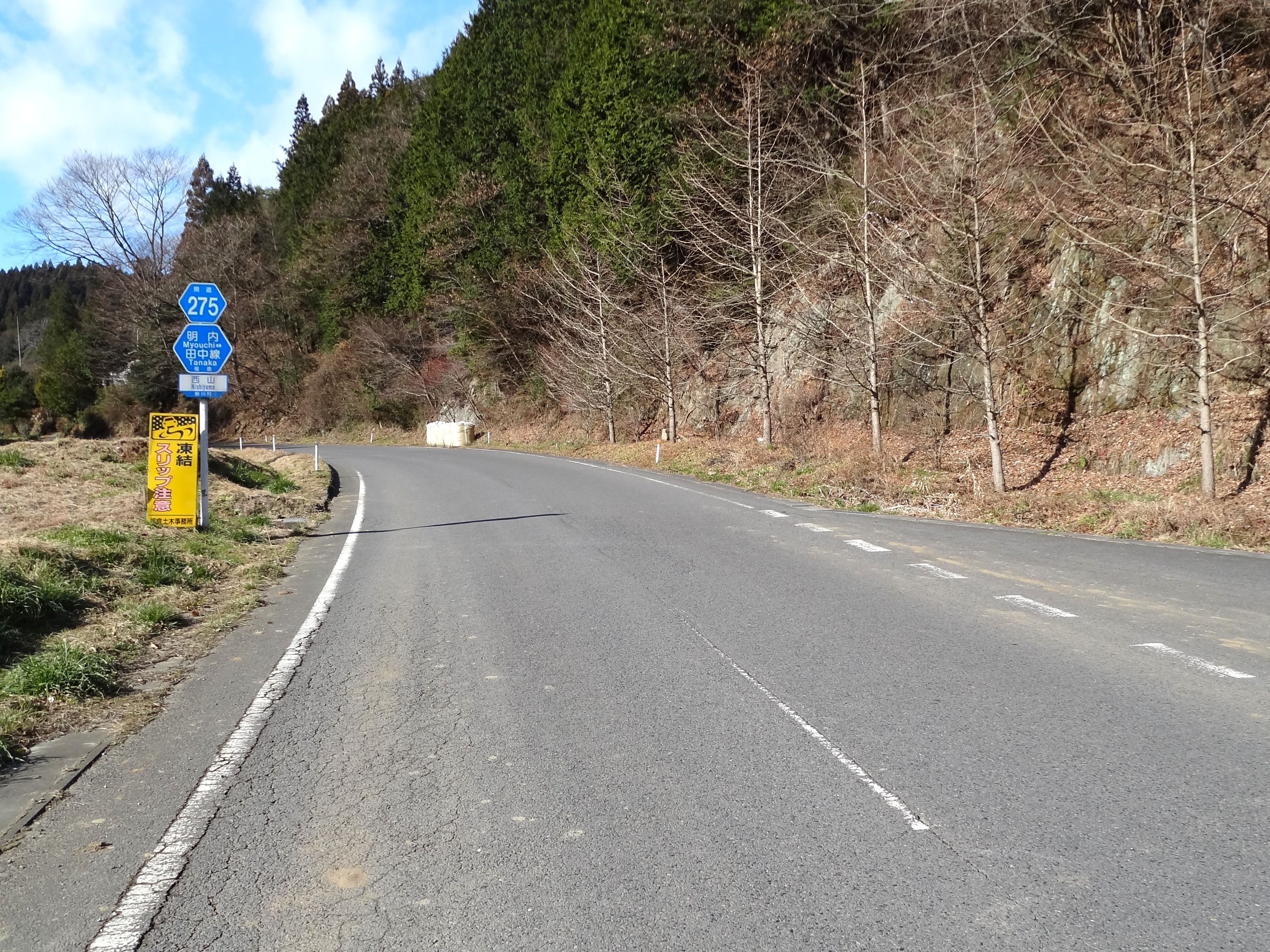
東白川郡鮫川村大字西山付近

福島県道275号明内田中線（ふくしまけんどう275ごう みょううちたなかせん）は、福島県石川郡古殿町から東白川郡鮫川村に至る一般県道である。

## 路線概要
- 起点：東白川郡[1]古殿町大字鎌田字明内
- 終点：東白川郡鮫川村大字西山ノ内字後田中
- 総延長：2.789km[2]
  - 実延長：総延長に同じ
- 路線認定年月日：1959年8月31日[3]

## 通過する自治体
- 東白川郡古殿町 - 鮫川村

## 接続・交差する道路
- 古殿町内
  - 国道349号（鎌田字明内 起点）
- 鮫川村内
  - 福島県道274号赤坂西野石川線（西山ノ内字後田中 終点）

## 沿線
- 戸倉川